# 上海市中医药条例
上海市中医药条例是中華人民共和國上海市制定的一個與促進中醫藥發展有關的中華人民共和國地方性法規，由上海市十五届人大常委会第30次会议通過，2021年5月1日正式施行。該條例前身是1998年9月22日上海市第十一届人民代表大会常务委员会第五次会议通过的上海市发展中医条例。上海市中医药条例施行後，上海市发展中医条例廢止。